# Shin Tae-yong
Đây là một tên người Triều Tiên, họ là Shin.
Shin Tae-yong (tiếng Hàn: 신태용, Hanja: 申台龍, Hán-Việt: Thân Đài Long, sinh ngày 11 tháng 10 năm 1970) là huấn luyện viên và cựu cầu thủ bóng đá chuyên nghiệp người Hàn Quốc.

## Sự nghiệp cầu thủ
Khi còn là cầu thủ, Shin chơi ở các vị trí tiền vệ tấn công và trung vệ. Ông có biệt danh Cáo mặt đất vì lối chơi bóng đẹp mắt và thông minh.
Sau khi tốt nghiệp trường Đại học Yeungnam, Shin thi đấu liên tục 12 mùa giải cho CLB Seongnam Ilhwa Chunma, ông giành giải Cầu thủ trẻ xuất sắc nhất K League vào năm 1992 - năm đầu tiên trong sự nghiệp thi đấu chuyên nghiệp của mình. Shin là cầu thủ trụ cột, tiền vệ tấn công chủ chốt của Ilhwa Chunma khi họ vô địch K League 3 năm liên tiếp từ 1993 đến 1995. Cuối năm 1995, ông cùng đội bóng giành thêm chức vô địch các câu lạc bộ châu Á. Sau đó, Ilhwa Chunma tiếp tục thành công trong việc bảo vệ danh hiệu vô địch giải đấu với sự đóng góp lớn của cá nhân Shin. Câu lạc bộ này tiếp tục vô địch K League trong các năm từ 2001-2003 và Shin giành được giải thưởng MVP vào năm 2001. Shin đã ghi tổng cộng 99 bàn thắng cùng 68 pha kiến tạo trong 401 trận đấu ở K League bao gồm cả Cúp Liên đoàn Hàn Quốc. Shin kết thúc sự nghiệp thi đấu chuyên nghiệp của mình ở câu lạc bộ của Úc là Queensland Roar. Shin có tên trong Đội hình tiêu biểu kỷ niệm 30 năm K League vào năm 2013.
Sau khi rời CLB Seongnam Ilhwa Chunma, Shin chuyển sang thi đấu trong đội hình của CLB Queensland Roar ở giải Australian A-League trong năm 2005 và giải nghệ tại đây do chấn thương mắt cá chân. Ông sau đó tiếp tục ở lại làm công việc trợ lý huấn luyện viên phụ trách kỹ thuật.
Shin đã chơi tổng cộng 23 trận đấu quốc tế bao gồm cả AFC Asian Cup 1996 cho đội tuyển quốc gia Hàn Quốc.

## Sự nghiệp huấn luyện

### Seongnam Ilhwa Chunma
Năm 2009, Shin bắt đầu sự nghiệp huấn luyện tại CLB Seongnam Ilhwa Chunma với tư cách là huấn luyện viên tạm quyền và góp công lớn giúp cho đội bóng này kết thúc mùa giải K League cùng Cúp FA Hàn Quốc 2009 với vị trí á quân. Shin sau đó được thăng chức, trở thành huấn luyện viên chính thức của đội và sang đến mùa giải năm sau, ông đã ngay lập tức giành thêm 2 chức vô địch AFC Champions League 2010 và Cúp FA Hàn Quốc 2011, thành tích giúp cho Shin trở thành vị huấn luyện viên đầu tiên vô địch AFC Champions League trên cả hai cương vị cầu thủ và huấn luyện viên.

### Hàn Quốc

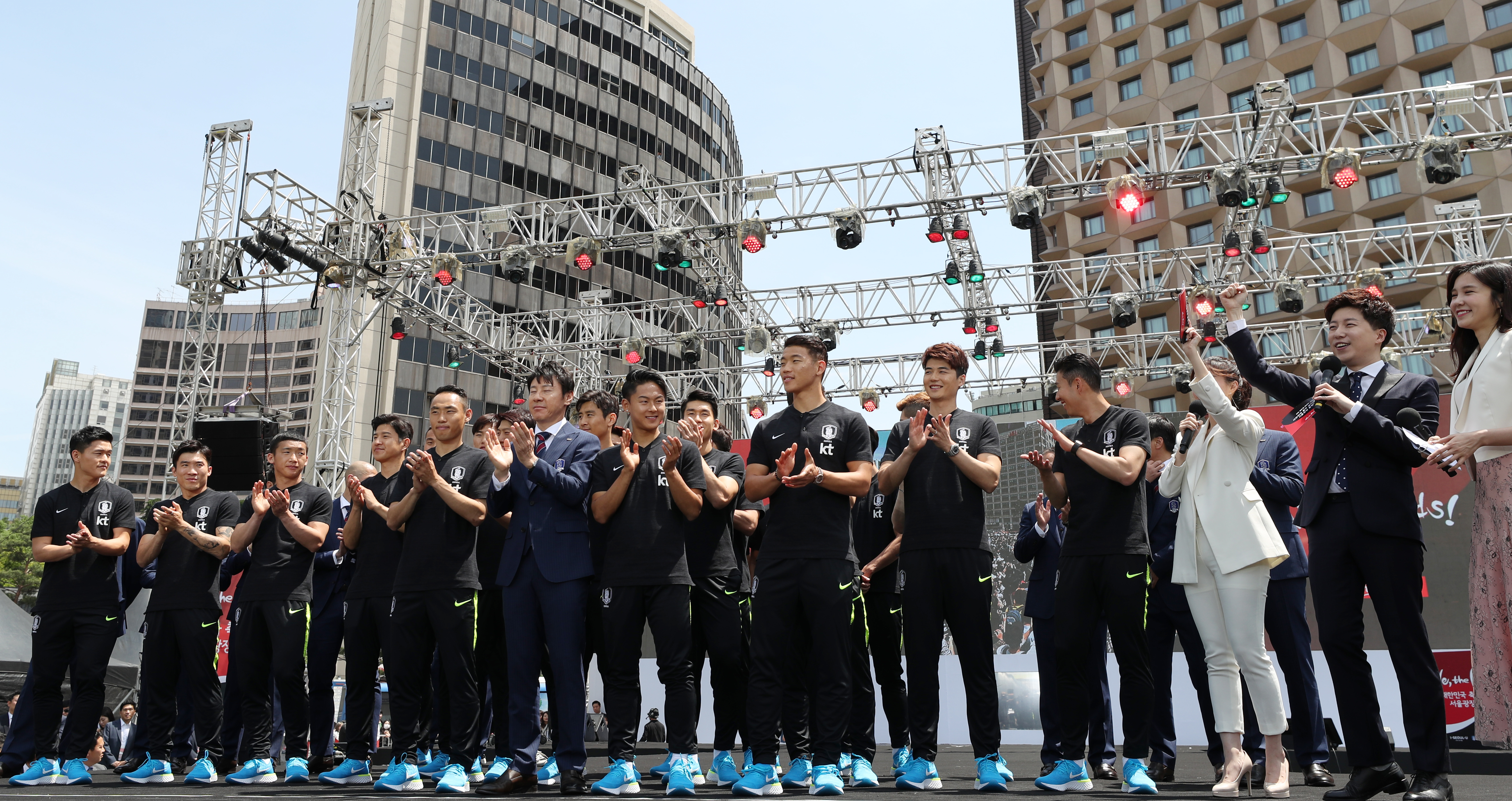
Shin cùng tuyển Hàn Quốc trước thềm World Cup 2018

Vào tháng 8 năm 2014, ông trở thành trợ lý huấn luyện viên của đội tuyển quốc gia Hàn Quốc. Dưới thời Shin, Hàn Quốc đã lọt vào trận chung kết AFC Asian Cup lần đầu tiên sau 27 năm. Huấn luyện viên tuyển Hàn Quốc vào thời điểm đó là Uli Stielike, nhưng vai trò trên thực tế - người phụ trách chiến thuật và huấn luyện cho cả đội là do Shin đảm nhận.
Ngoài tuyển quốc gia, ông  tiếp tục đồng thời quản lý thêm cả đội tuyển U-23 Hàn Quốc giúp đội về nhì tại Giải vô địch bóng đá U-23 châu Á 2016 khi thua Nhật Bản 2-3 tại chung kết, qua đó giành vé tham gia Thế vận hội mùa hè 2016. Dưới sự dẫn dắt của ông, đội giành quyền đi tiếp trong một bảng đấu được đánh giá là tương đối khó khăn khi có được 7 điểm trước Đức, Mexico và Fiji nhưng rồi họ dừng bước ở vòng tứ kết khi thua 0-1 trước Honduras.
Vào ngày 22 tháng 11 năm 2016, ông  được bổ nhiệm làm HLV trưởng U-20 Hàn Quốc chuẩn bị cho FIFA U-20 World Cup 2017 trên sân nhà. Vì vậy, ông  rời đội tuyển quốc gia để tập trung cho đội U-20. Tại giải đấu, Hàn Quốc đứng nhì bảng với 6 điểm, tiến vào vòng 1/16 nhưng để thua trước Bồ Đào Nha.
Sau khi Shin rời đội tuyển Hàn Quốc, Stielike đạt kết quả không tốt ở vòng loại FIFA World Cup 2018 và bị Liên đoàn bóng đá Hàn Quốc sa thải. Vào ngày 4 tháng 7 năm 2017, Shin được gọi trở lại để thay thế cho Stielike. Sang tháng 12, ông dẫn dắt đội tuyển Hàn Quốc giành chức vô địch Giải bóng đá EAFF E-1 2017. Hàn Quốc sau đó cũng nhanh chóng giành quyền tham dự FIFA World Cup 2018 tại Nga. Ở vòng bảng World Cup 2018, đội tuyển Hàn Quốc nằm cùng bảng F với các đội Thụy Điển, Mexico và Đức. Hàn Quốc thua Thụy Điển 0-1 trong trận đầu tiên, 1-2 trước Mexico trong trận kế tiếp. Tuy nhiên, trong trận đấu cuối cùng, Hàn Quốc đánh bại Đức với tỷ số 2-0 đồng thời trực tiếp loại tuyển Đức khỏi vòng bảng World Cup lần đầu tiên sau 80 năm.

### Indonesia
Vào ngày 28 tháng 12 năm 2019, Liên đoàn bóng đá Indonesia (PSSI) xác nhận việc bổ nhiệm ông làm HLV trưởng Đội tuyển bóng đá quốc gia Indonesia với hợp đồng 4 năm thay thế Simon McMenemy. Ông giúp Indonesia có lần thứ 6 vào chung kết AFF Cup 2020 khi thắng chủ nhà Singapore với tổng tỷ số 5-3 sau 2 lượt trận, tuy nhiên đội đã để thua Thái Lan với tổng tỷ số 6-2 tại chung kết, qua đó có lần thứ 6 thua ở chung kết giải này. Tại Đại hội Thể thao Đông Nam Á 2021, ông giúp đội U23 Indonesia đạt huy chương đồng khi hòa U23 Malaysia 1-1 và thắng 4-3 ở loạt luân lưu. Shin Tae-yong giúp đội tuyển Indonesia góp mặt tại Asian Cup 2023 sau chiến thắng 2-1 trước Kuwait và chiến thắng đậm 7-0 trước Nepal tại Vòng loại thứ 3 Cúp bóng đá châu Á 2023. Tại AFF Cup 2022, Indonesia dừng bước tại bán kết trước Việt Nam của ông Park Hang-Seo với tỷ số 2-0. Ông giúp U23 Indonesia vào chung kết AFF U23 Championship 2023 khi thắng chủ nhà U23 Thái Lan 3-1 tại bán kết, nhưng thất bại trước đương kim vô địch U23 Việt Nam 6-5 ở loạt sút luân lưu. Tại Cúp bóng đá U-20 châu Á 2023, U23 Indonesia dừng bước tại vòng bảng khi đứng thứ 3 với 4 điểm.
Tại AFC Asian Cup 2023, Indonesia dù để thua Iraq & Nhật Bản cùng tỷ số 3-1, nhưng có 3 điểm nhờ trận thắng Việt Nam 1-0 ở lượt trận thứ 2, qua đó xếp thứ 3 bảng D & vượt qua vòng bảng lần đầu tiên trong lịch sử nhờ đứng thứ 4 trong nhóm 4 đội xếp thứ 3 có thành tích tốt, Indonesia sau đó dừng bước tại vòng 16 đội sau thất bại 0-4 trước Úc.  
Tại Cúp bóng đá U-23 châu Á 2024, đội U23 Indonesia của ông trong lần đầu tiên tham dự đã vượt qua vòng bảng sau chủ nhà U23 Qatar, tiếp đó  đội tạo nên cú sốc khi loại U23 Hàn Quốc sau loạt luân lưu tại tứ kết, nhưng để thua đương kim á quân U23 Uzbekistan tại bán kết, và thất bại 1-2 trong trận tranh hạng 3 với U23 Iraq, qua đó đứng thứ 4 chung cuộc. U23 Indonesia sau đó để thua U23 Guinea 0-1 trong trận play-off dự Olympic Paris 2024.
Ông giúp Indonesia có lần đầu lọt vào vòng loại thứ 3 World Cup 2026 khi đứng nhì bảng F với 10 điểm tại vòng loại thứ 2. Tuy nhiên, đội đã bị loại khỏi Giải vô địch bóng đá ASEAN 2024 khi chỉ đứng thứ 3 vòng bảng.
Vào ngày 6 tháng 1 năm 2025, PSSI thông báo chấm dứt hợp đồng với Shin Tae-yong. Quyết định này được đưa ra sau khi đội tuyển Indonesia không thể vượt qua vòng bảng AFF Cup 2024, gây thất vọng lớn cho người hâm mộ và lãnh đạo PSSI.
Chủ tịch PSSI, ông Erick Thohir, cho biết quyết định chấm dứt hợp đồng với Shin Tae-yong được đưa ra nhằm tìm kiếm một huấn luyện viên mạnh mẽ hơn để đảm bảo đội tuyển Indonesia có thể giành vé tham dự World Cup 2026. Ông Thohir nhấn mạnh sự cần thiết của việc cải thiện giao tiếp và triển khai chiến lược hiệu quả hơn trong đội tuyển quốc gia. Patrick Kluivert sau đó là người thay thế ông làm huấn luyện viên trưởng của Indonesia.
Vào tháng 4 năm 2025, ông đồng thời giữ chức Phó chủ tịch Hiệp hội bóng đá Hàn Quốc cùng với ông Park Hang-seo. Ông Park có trách nhiệm hỗ trợ các đội tuyển quốc gia Hàn Quốc ở mọi cấp độ, trong khi ông Shin Tae-yong được bổ nhiệm để hỗ trợ các hợp tác bên ngoài của KFA. Ông sau đó được bổ nhiệm làm giám đốc điều hành Seongnam FC.

## Đời tư

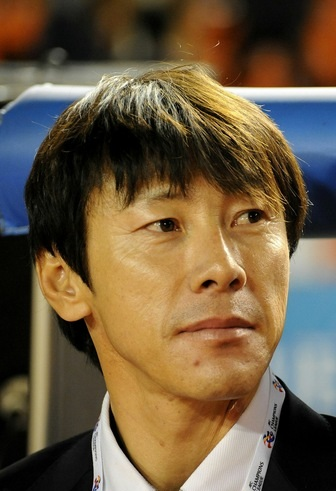
Shin trong trận chung kết AFC Champions League năm 2010

Vào ngày 19 tháng 3 năm 2021, có thông tin không chính thức cho rằng ông dương tính với Covid-19 khi làm việc tại Indonesia.
Shin được các cổ động viên và giới truyền thông gọi với nhiều biệt danh, như "José Mourinho của châu Á" hay "Joachim Löw xứ Hàn". Nhưng Shin được biết đến phổ biến với biệt danh thứ hai hơn vì ông nổi tiếng với việc không chỉ tuyên bố rằng bản thân là người ngưỡng mộ tài năng của cựu HLV trưởng đội tuyển Đức mà còn học tập theo phong cách thời trang cùng chỉ đạo trận đấu của vị HLV danh tiếng này.
Ông có 2 người con trai, Shin Jae-won và Shin Jae-hyeok. Cả 2 đều đang là cầu thủ bóng đá.

## Thống kê sự nghiệp

### Câu lạc bộ
| Câu lạc bộ            | Mùa giải            | Giải đấu            | Giải đấu | Giải đấu  | Cúp quốc gia | Cúp quốc gia | Cúp Liên đoàn | Cúp Liên đoàn | Châu lục | Châu lục  | Tổng cộng | Tổng cộng |
| Câu lạc bộ            | Mùa giải            | Hạng đấu            | Số trận  | Bàn thắng | Số trận      | Bàn thắng    | Số trận       | Bàn thắng     | Số trận  | Bàn thắng | Số trận   | Bàn thắng |
| --------------------- | ------------------- | ------------------- | -------- | --------- | ------------ | ------------ | ------------- | ------------- | -------- | --------- | --------- | --------- |
| Seongnam Ilhwa Chunma | 1992                | K League            | 18       | 7         | —            | —            | 5             | 2             | —        | —         | 23        | 9         |
| Seongnam Ilhwa Chunma | 1993                | K League            | 28       | 5         | —            | —            | 5             | 1             | —        | —         | 33        | 6         |
| Seongnam Ilhwa Chunma | 1994                | K League            | 23       | 7         | —            | —            | 6             | 1             | ?        | ?         | 29        | 8         |
| Seongnam Ilhwa Chunma | 1995                | K League            | 26       | 6         | —            | —            | 7             | 0             | ?        | ?         | 33        | 6         |
| Seongnam Ilhwa Chunma | 1996                | K League            | 24       | 18        | ?            | ?            | 5             | 3             | ?        | ?         | 29        | 21        |
| Seongnam Ilhwa Chunma | 1997                | K League            | 7        | 0         | ?            | ?            | 12            | 3             | ?        | ?         | 19        | 3         |
| Seongnam Ilhwa Chunma | 1998                | K League            | 7        | 1         | ?            | ?            | 17            | 2             | —        | —         | 24        | 3         |
| Seongnam Ilhwa Chunma | 1999                | K League            | 25       | 4         | ?            | ?            | 10            | 5             | —        | —         | 35        | 9         |
| Seongnam Ilhwa Chunma | 2000                | K League            | 27       | 7         | ?            | ?            | 7             | 2             | ?        | ?         | 34        | 9         |
| Seongnam Ilhwa Chunma | 2001                | K League            | 27       | 5         | ?            | ?            | 9             | 0             | ?        | ?         | 36        | 5         |
| Seongnam Ilhwa Chunma | 2002                | K League            | 26       | 4         | ?            | ?            | 11            | 2             | ?        | ?         | 37        | 6         |
| Seongnam Ilhwa Chunma | 2003                | K League            | 38       | 8         | 2            | 0            | —             | —             | ?        | ?         | 40        | 8         |
| Seongnam Ilhwa Chunma | 2004                | K League            | 20       | 4         | 0            | 0            | 11            | 2             | ?        | ?         | 31        | 6         |
| Seongnam Ilhwa Chunma | Tổng cộng           | Tổng cộng           | 296      | 76        | 2            | 0            | 105           | 23            | ?        | ?         | 403       | 99        |
| Queensland Roar       | 2005-06             | A-League            | 1        | 0         | ?            | ?            | —             | —             | —        | —         | 1         | 0         |
| Tổng cộng sự nghiệp   | Tổng cộng sự nghiệp | Tổng cộng sự nghiệp | 297      | 76        | 2            | 0            | 105           | 23            | ?        | ?         | 404       | 99        |

### Bàn thắng quốc tế
Kết quả ghi bàn thắng của Hàn Quốc đầu tiên.
| Ngày                 | Địa điểm                                                 | Đối thủ  | Kết quả | Giải đấu                 |
| -------------------- | -------------------------------------------------------- | -------- | ------- | ------------------------ |
| 30 tháng 4 năm 1996  | Sân vận động Bloomfield, Tel Aviv, Israel                | Israel   | 5–4     | Giao hữu                 |
| 11 tháng 8 năm 1996  | Sân vận động Thống Nhất, Thành phố Hồ Chí Minh, Việt Nam | Việt Nam | 4–0     | Vòng loại Asian Cup 1996 |
| 16 tháng 12 năm 1996 | Sân vận động Al-Maktoum, Dubai, UAE                      | Iran     | 2–6     | Asian Cup 1996           |

### Huấn luyện
Tính đến 1/1/2022
| Đội bóng                       | Kể từ     | Đến        | Thống kê | Thống kê | Thống kê | Thống kê | Thống kê        | Thống kê      |
| Đội bóng                       | Kể từ     | Đến        | Trận     | Thắng    | Hòa      | Thua     | Tỷ lệ thắng (%) | Ref.          |
| ------------------------------ | --------- | ---------- | -------- | -------- | -------- | -------- | --------------- | ------------- |
| Seongnam Ilhwa Chunma (trợ lý) | 8/12/2008 | 17/2/2010  | 45       | 23       | 10       | 12       | 51.11           |               |
| Seongnam Ilhwa Chunma          | 18/2/2010 | 7/12/2012  | 145      | 59       | 36       | 50       | 40.69           |               |
| Hàn Quốc (trợ lý)              | 18/8/2014 | 8/9/2014   | 2        | 1        | 0        | 1        | 50.00           | [ 41 ]        |
| U-23 Hàn Quốc                  | 6/2/2015  | 31/12/2016 | 30       | 18       | 9        | 3        | 60.00           | [ 42 ] [ 43 ] |
| U-20 Hàn Quốc                  | 1/1/2017  | 3/7/2017   | 7        | 3        | 1        | 3        | 42.86           |               |
| Hàn Quốc                       | 4/7/2017  | 31/7/2018  | 21       | 7        | 6        | 8        | 33.33           | [ 44 ] [ 45 ] |
| U-19 Indonesia                 | 1/1/2020  | 6/1/2025   | 10       | 2        | 3        | 5        | 20.00           |               |
| U-23 Indonesia                 | 1/1/2020  | 6/1/2025   | 10       | 5        | 1        | 4        | 50.00           |               |
| Indonesia                      | 1/1/2020  | 6/1/2025   | 23       | 11       | 5        | 7        | 47.37           |               |
| Tổng cộng                      | Tổng cộng | Tổng cộng  | 293      | 129      | 71       | 93       | 43.92           |               |

## Danh hiệu

### Cầu thủ
Đại học Yeungnam
- Korean President's Cup: 1991

Seongnam Ilhwa Chunma (nay là Seongnam FC)
- K League 1: 1993, 1994, 1995, 2001, 2002, 2003
- Korean FA Cup: 1999
- Cúp Quốc gia Hàn Quốc: 1992, 2002, 2004
- Siêu cúp bóng đá Hàn Quốc: 2002
- Asian Club Championship: 1995
- Siêu cúp Châu Á: 1996
- A3 Champions Cup: 2004

Cá nhân
- K League Rookie of the Year: 1992[46]
- K League 1 Best XI: 1992, 1993, 1994, 1995, 1996, 2000, 2001, 2002, 2003[46][47][48][49][50][51][52][53][54]
- K League 1 Most Valuable Player: 1995, 2001[49][52]
- K League 1 top goalscorer: 1996[55]
- K League 30th Anniversary Best XI: 2013[56]

### Huấn luyện viên
Seongnam Ilhwa Chunma
- AFC Champions League: 2010[5]
- Korean FA Cup: 2011

U-23 Hàn Quốc
- Giải vô địch bóng đá U-23 châu Á 2016:  Á Quân

Đội tuyển bóng đá quốc gia Hàn Quốc
- EAFF Championship:  Vô địch (2017)[57]

Đội tuyển bóng đá quốc gia Indonesia
- Giải vô địch bóng đá Đông Nam Á:  Á Quân (2020)

U23 Indonesia
- SEA Games:  Huy chương đồng (2021)
- Giải vô địch bóng đá U-23 Đông Nam Á:  Á Quân (2023)
- Cúp bóng đá U-23 châu Á: Hạng 4 (2024)